# 君士坦丁·拉斯卡里斯
君士坦丁·拉斯卡里斯（希臘語：Κωνσταντίνος Λάσκαρις），可能在1204年至1205年初的短暂数月中成为拜占庭皇帝。他有时被称为“君士坦丁十一世”——现在这一称呼通常指君士坦丁·巴列奥略。

## 早年经历
君士坦丁·拉斯卡里斯出身一个并不出名的拜占庭贵族家族。 在第四次十字军东征事件前他几乎默默无闻。在他的兄弟狄奥多尔迎娶皇族、成为皇帝阿莱克修斯三世·安格洛斯的女婿后，他才崭露头角。
在1203年十字军对君士坦丁堡发起的第一次围攻中，他被委任指挥当时可用的最精锐的军队并率领希腊守城者与攻城的十字军对抗。但他们未能成功解围，君士坦丁后来受命进攻当时正在戒备的勃艮第人。
希腊人从城市出发，但很快被赶回城门，虽然守城者投掷石头试图阻止前进的十字军，君士坦丁还是在骑马时被纳伊（Neuilly）的威廉俘虏，并被妥善安置——按照当时惯例，此举可能是为了索取赎金。后来他被释放，并再次卷入了1204年的第二次君士坦丁堡之围中。

## 晋升为帝
在十字军于1204年4月12日攻入君士坦丁堡并大肆劫掠之时，许多市民与瓦兰吉卫队的残余人员聚集在圣索菲亚大教堂选举新皇帝，因为皇帝阿莱克修斯五世已经抛下城市逃离。
此时皇位的竞争者有两位：君士坦丁·拉斯卡里斯与君士坦丁·杜卡斯（他可能是约翰·安格洛斯·杜卡斯的儿子，也即伊萨克二世与阿莱克修斯三世的堂兄弟）他们都提出了自己对皇位的合法宣称，且二人都十分年轻并皆有军事才能，使人们难以选择。最终经过抽签，拉斯卡里斯被军队选为了新任皇帝。
拉斯卡里斯拒绝了紫袍。他在君士坦丁堡牧首约翰十世的护送下前往米利翁，并敦促集会的民众全力抵抗拉丁入侵者。但面对一边倒的战局人们并不愿冒生命危险，拉斯卡里斯不得不转向瓦兰吉卫队寻求支持。后者对他的为荣誉而战的请求置若罔闻，但愿意为涨薪的承诺参加战斗。他率部出征与拉丁人进行最后的决战，但即使有瓦兰吉卫队也无力扭转战局。眼见战败，他与他的兄弟狄奥多尔逃离了城市。1204年4月13日凌晨，兄弟二人带着许多难民逃到了博斯普鲁斯海峡的亚洲一侧。

## 在尼西亚的事业
希腊人在狄奥多尔的领导下几乎立刻开始了对拉丁入侵者的反抗，君士坦丁也很快加入其中。他们一开始就面临着困境，1205年初一座重要城市阿德拉米提翁落入了新的拉丁皇帝亨利之手。狄奥多尔急于扭转这一挫折，于是派遣君士坦丁率大军进攻这座城市。
亨利从在亚美尼亚的消息来源提前获知这次袭击，并做好了准备。两军在1205年3月19日（周六）于阿德拉米提翁交战，君士坦丁所率希腊军大败，大部分士兵被杀或被俘。
在这场战斗之后再无君士坦丁的消息，因此据推测他可能在战斗中被杀或被俘。

## 家庭
君士坦丁有六个兄弟：曼努埃尔（死于1256年之后）、米海尔（死于1261或1271年）、乔治斯、狄奥多尔、阿莱克修斯与伊萨克。后二者站在拉丁帝国一方与狄奥多尔的继任者约翰三世交战，并在战败后被约翰囚禁、刺瞎。
据威廉·米勒的《The Latins in the Levant. A History of Frankish Greece (1204–1566)》记述，七兄弟可能还有一个姊妹，她是马可一世·萨努多之妻子、安格洛·萨努多之母。他根据自己对意大利编年史的解释建立了这一理论。但米海尔-德米特里·斯图尔扎的《Dictionnaire historique et Généalogique des grandes familles de Grèce, d'Albanie et de Constantinople (1983)》根据拜占庭的一手史料否认这一理论。

## 加冕疑云
君士坦丁加冕为帝的第一来源是尼基塔斯·霍尼亚提斯的记述，他是十字军攻陷君士坦丁堡的亲历者。但考虑到1205年时君士坦丁显然是兄弟狄奥多尔下属的事实，史蒂文·朗西曼和唐纳德·奎勒等史学家认为当日在圣索菲亚大教堂加冕的是狄奥多尔而非君士坦丁。是狄奥多尔被提名而成为阿莱克修斯五世的继任者。
这一不确定性，以及君士坦丁在此后并非以皇帝身份活跃的事实，使他常不被计入拜占庭皇帝的行列，因此，当提及君士坦丁·拉斯卡里斯时常不带序号。如果他被算作君士坦丁十一世，那么末代皇帝君士坦丁十一世·巴列奥略应为君士坦丁十二世。